# ميستي أوف تشينكوتيغ (رواية)
ميستي أوف تشينكوتيغ هي رواية للأطفال كتبها مؤلفة كُتب المهر مارغريت هنري ورسمها ويسلي دينيس، نشرتها راند ماكنالي في عام 1947. تدور أحداث الرواية في بلدة جزيرة تشينكوتيج بولاية فيرجينيا، وهي مستوحاة من قصة حياة واقعية لعائلة بيبي وجهودهم في تربية مهرة تشينكوتيج المولودة لحصان بري، والتي أصبحت تُعرف فيما بعد باسم ميستي أوف تشينكوتيج. لقد كانت الرواية ضمن الترشيحات لجائزة نيوبيري السنوية، والتي تسمى الآن كتب الشرف نيوبري.  اقتُبس فيلم ضبابي عام 1961 من الرواية. 

## الحبكة
تبدأ رواية ميستي أوف تشينكوتيج بسرد عن حطام سفينة شراعية إسبانية قبالة ساحل فيرجينيا. تسبح المهور الموجودة داخل السفينة الشراعية إلى جزيرة أساتيج، وتصبح وحشية وغير قابل للترويد مع مرور السنين - وفي النهاية القرون. 
ثم تحكي الرواية قصة طفلين، بول ومورين بيبي اللذين يعيشان مع أجدادهما في جزيرة تشينكوتيج.  يعمل بول ومورين لكسب المال لشراء فرس تشينكوتيج بوني تدعى فانتوم، والتي نجت من رجال الاعتقال في يوم بوني بينينج على مدار العامين الماضيين. يدخر بول ومورين ما يكفي لشراء فانتوم، ويتمكن بول من القبض عليها أثناء الجولة لأن مهرها الجديد ميستي يبطئها. ومع ذلك، يشتري رجل من البر الرئيسي زوجًا من المهور لابنه قبل أن يتمكن بول ومورين من إعطاء أموالهما لرئيس الإطفاء. يشعر بول ومورين بالحزن، لكن انتهى بهما الأمر إلى القدرة على شراء فانتوم وميستي لأن ابن المشتري الأصلي فاز بمهر في السحب السنوي، ثم قرر بعد ذلك أنه لا يحتاج إلى مهر آخر. 
يُرَوِّض بول ومورين فانتوم للركوب وفي العام التالي يتسابق بول بها في يوم المهر بينينغ. تفوز فانتوم، لكنها تشعر بالحزن في اليوم التالي عندما ترى القطيع الذي كانت تنتمي إليه ذات يوم، بقيادة فحل يُدعى بيد بايبر، يُطلق سراحه ليعود إلى أساتيج. يطلق بول سراح فانتوم، وتنضم إلى بيد بايبر والقطيع عندما يعودون إلى الحرية في جزيرة أجدادهم. يبقى ميستي في الخلف مع بول ومورين. 

## إلهام للرواية
ميستي مُستوحاة من مهر تشينكوتيج الواقعي الذي يحمل نفس الاسم ميستس أوف تسينكوتيج. وُلد ميستي الفعلي في المنزل عام 1946 في جزيرة تشينكوتيج في مزرعة بيبي؛ ليس في البرية في جزيرة أساتيج، كما روى في رواية هنري. ومع ذلك، كما هو الحال في الكتاب، فقد أنجبتها في الواقع فحل بينتو كستنائي يُدعى بيد بايبر، من حجر بينتو سوداء تُدعى فانتوم. على الرغم من أن هذه الخيول هجينة أيضًا في الحياة الواقعية، إلا أنها كانت أيضًا مصدر إلهام لهنري فيما يتعلق بالمهور البرية التي كانت في الرواية. 
كانت ميستي من نوع بالومينو بينتو، والتي تضمنت ألوانها وعلاماتها رقعة كبيرة من اللون الأبيض على جانبها تشبه إلى حد كبير علم الولايات المتحدة. آثار حوافرها مطبوعة على أسمنت الرصيف خارج مسرح روكسي للأفلام في تشينكوتيج. 
بعد أن اشترتها مارغريت هنري عندما كانت صغيرة في نوفمبر 1946، وقضت حياتها المبكرة في منزل هنري واين بولاية إلينوي، نُقلت مرة أخرى إلى بيبي رانش في تشينكوتيج في عام 1957  أقام هنري في واين حفل وداع حضره أكثر من 300 طفل و 160 بالغًا لميستي عندما غادرت إلى تشينكوتيغ. 
بالعودة إلى تشينكوتيغ، كان لدى ميستي ثلاثة مهرات: أجنحة فانتوم في عام 1960 ويسب أوميست في عام 1961وستورمي مهرة كستنائية مع لهب على شكل هلال على جبهتها، في عام 1962  اعتبارًا من عام 2015، كان هناك ما يقرب من 200 من أحفاد ميستي المعروفين. 
توفي بول بيبي في حادث سيارة عام 1957 عن عمر يناهز 21 عامًا. توفي الجد كلارنس بيبي بعد شهرين من حادث بول. توفيت الجدة إيدا بيبي عام 1960  توفيت مورين بيبي في عام 2019، عن عمر يناهز 81 عامًا، بعد أن أصبح حضورها مألوفًا في تشينكوتيج. 
توفيت ميستي أثناء نومها في الساعة 9:30 صباحًا يوم 16 أكتوبر 1972 عن عمر يناهز 26 عامًا. لقد تم تحنيطها وكذلك مهرها ستورمي الذي توفي عام 1993 ويمكن رؤيتها في متحف جزيرة تشينكوتيج. 
تأسست مؤسسة ميستي أوف تشينكوتيغ على يد مارجريت هنري وريبيكا جويستي في عام 1990، وكانت مهمتها ذات شقين تتمثل في الحفاظ على تراث ميستي وتشجيع القراءة لدى الأطفال. جمع مبلغ مالي لإنشاء تمثال ميستي الذي نحته بريان موغان، ليتم نصبه في تشينكوتيج والذي كُشف النقاب عنه رسميًا في 29 يوليو 1997. تم أيضًا وضع نصب مماثل لتمثال موغان في كنتاكي هورس بارك في ليكسينغتون، كنتاكي.

## سلسلة ميستي لمارجريت هنري

مارغريت هنري مع ميستي

- ميستي أوف تشينكوتيج رسم ويسلي دينيس (1947)
- نجم البحر: أورفن تشينكوتيج إيلوس. ويسلي دينيس (راند ماكنالي، 1949)، رواية تتمة،4669796
- ميستي المهر العجيب بواسطة ميستي نفسها، إيلوس. كلير ماكينلي (1956)، كتاب مصور
- ستورمي، ميستي فول (1963)، إيلوس. ويسلي دينيس، رواية تتمة
- قصة حياة مصورة لميستي، رسومات ويسلي دينيس (راند ماكنالي، 1976)،2423734
- شفق ميستي ، إلخ. كارين هاوس جراندبري (ماكميلان، 1992) - "مفتونة بقصة ميستي أوف تشينكوتيج، امرأة لديها مزرعة خيول في فلوريدا تربي أحد أحفاد ميستي لتصبح حصانا استعراضيا بطلا"،25007971

في الرواية الثانية، نجمة البحر، التي نُشرت بعد عامين فقط من النسخة الأصلية "بيعت ميستي لمشاركتها مع الأطفال في جميع أنحاء البلاد" وينقذ أطفال بيبي "مهرًا صغيرًا يتيمًا" بعد بوني بينينج. 
أما الرواية الثالثة العاصفة، مهر ميستي فقد نشرت عام 1963. إنها تحكي عن عاصفة أربعاء الرماد عام 1962 في تشينكوتيج، وولادة آخر مهرة لميستي، ستورمي. ظهرت ميستي وستورمي في المسارح والمدارس في المنطقة للمساعدة في جمع الأموال لتجديد القطعان في أساتيج في أعقاب عاصفة عام 1962. 
الرواية الرابعة شفق ميستي نُشرت بعد عيد ميلاد هنري التسعين، وبعد مرور 30 عامًا تقريبًا على الرواية الثالثة. لاحظ موقع مراجعات كيركس أنه "من المفترض أن الرواية خيالية لكنها أشبه بقصة متعلقة بأحد أحفاد ميستي". وخلصت مراجعتها المعاصرة إلى أن "هذه الرواية التي تركز على البالغين تتمحور حول طبيبة ثرية - والتي دائمًا ما تعالج مشاكلها مع حصانها من خلال تعيين مدرب آخر - قد تكون حقيقية، وستكون ذات أهمية في الغالب لأولئك الذين يستمتعون بكل فتات من عائلة ميستي".

## إصدار الذكرى الخمسين
بمناسبة الذكرى الخمسين للرواية الأصلية في عام 1997 وقبل شهر واحد فقط من وفاة هنري، أصدرت شركة سيمون وشوستر مذكرات مزينة باقتباسات من ميستي أوف تشينكوتيج ورسوم توضيحية جديدة لبيل فارنسورث ( ليتل سيمون، أكتوبر 1997)؛(ردمك 9780689817694) .

## تراث ميستي في الأدب الآخر
ذُكر العديد من أحفاد ميستي في كُتب مؤلفين آخرين، بالإضافة إلى هنري:
- ويندي أوف تشينكوتيج بقلم رونالد كيبر (1987) - كتاب صغير غير خيالي عن حفيدة ميستي الأولى ويندي.
- وعد المهر بقلم لويس زيمانسكي (1996) - خيالي ولكنه مبني على القصة الحقيقية لويندي التي ترعى أختها غير الشقيقة ميستي الثانية مع مهرها إعصار، بسبب رفض عاصفة ميستي الثانية.
- كابوس المهر المعجزة بقلم - جيسي آن فريند (2005) - كتاب للأطفال عن حفيد ميستي نايتميس.
- المهر المنسي بقلم جيسي آن فريند (2007) - كتاب للأطفال عن حفيد ميستي، فتى ريني.

سلسلة من كتب الأطفال من تأليف كيندي ألين، مربي المهر لعائلة ميستي، ظهرت لأول مرة في عام 2006. تتضمن السلسلة:
- قلب العاصفة ميستي
- ضباب ميستي الأسود وموكب عيد الميلاد
- مهر تشينكوتيج اسمه ميستي الثالث
- قصة إمبر، المهر الضبابي المعجزة [5]

## الروابط الخارجية
- الصفحة الرئيسية لشينكوتيج
- جمعية المهر تشينكوتيج
- ذيول الحصان: ضبابي من تشينكوتيج
- جنة ميستي
- تاريخ ضبابي
- المزيد عن عائلة بيبي والسفينة الشراعية الإسبانية الأسطورية
- تحافظ مؤسسة Misty of Chincoteague على إرث مارغريت هنري